# Selección masculina de rugby 7 de Italia
La selección masculina de rugby 7 de Italia  es el equipo nacional de la modalidad de rugby 7 regulado por la Federazione Italiana Rugby para competir en la Copa del Mundo, en la Serie Mundial y en torneos europeos.

## Participación en copas
| - Edimburgo 1993: 17º puesto - Hong Kong 1997: no clasificó - Mar del Plata 2001: no clasificó - Hong Kong 2005: 17º puesto - Dubái 2009: 21º puesto - Moscú 2013: no clasificó - San Francisco 2018: no clasificó - Ciudad del Cabo 2022: no clasificó - Río 2016: no clasificó - Tokio 2020: no clasificó | - Serie Mundial 99-00: 36º puesto (0 pts) - Serie Mundial 00-01: no clasificó - Serie Mundial 01-02: 21º puesto (0 pts) - Serie Mundial 02-03: 15º puesto (4 pts) - Serie Mundial 03-04: 21º puesto (0 pts) - 2004-05 al 2008-09: no participó - Serie Mundial 09-10: 13º puesto (0 pts) - 2010-11 al 2021-22: no clasificó - Challenger Series 2020: 9° puesto - Challenger Series 2023: 7° puesto |